# Pyronia gata
Pyronia gata är en fjärilsart som beskrevs av Ramon Agenjo Cecilia 1952. Pyronia gata ingår i släktet Pyronia och familjen praktfjärilar. Inga underarter finns listade.